# Pungarabatito
Pungarabatito är en ort i Mexiko.   Den ligger i kommunen Coyuca de Catalán och delstaten Guerrero, i den södra delen av landet, 210 km sydväst om huvudstaden Mexico City. Pungarabatito ligger 272 meter över havet och antalet invånare är 391.
Terrängen runt Pungarabatito är kuperad åt sydväst, men åt nordost är den platt. Runt Pungarabatito är det ganska glesbefolkat, med 22 invånare per kvadratkilometer. Närmaste större samhälle är Ciudad Altamirano, 10,0 km norr om Pungarabatito. Omgivningarna runt Pungarabatito är en mosaik av jordbruksmark och naturlig växtlighet.